# Tipula cavagnaroi
Tipula cavagnaroi är en tvåvingeart som beskrevs av Alexander 1965. Tipula cavagnaroi ingår i släktet Tipula och familjen storharkrankar. Inga underarter finns listade i Catalogue of Life.